# Estación Troya
Troya fue una estación de ferrocarril que se hallaba en la actual comuna de Alto Hospicio en la Región de Tarapacá de Chile. Fue detención tanto del Longitudinal Norte y el Ferrocarril de Iquique a Pintados y actualmente se encuentra inactiva.

## Historia
Si bien la línea donde se encontraba la estación fue construida en los años 1920 como parte de las obras del Ferrocarril de Iquique a Pintados, y que entró en funcionamiento en noviembre de 1928, la estación no aparece en mapas oficiales de 1929, lo que indica su construcción en décadas posteriores, sirviendo como punto de combinación con el ramal que conectaba con las pampas Pissis y Nebraska, así como con la oficina salitrera Humberstone, mediante el triángulo de vías existente.
La estación aparece consignada tanto en mapas oficiales de 1944 como de 1961, lo que da cuenta de su permanencia durante dicha época.
La estación dejó de prestar servicios cuando finalizó el transporte de pasajeros en la antigua Red Norte de la Empresa de los Ferrocarriles del Estado en junio de 1975, siendo suprimida formalmente el 15 de enero de 1979. Las vías del Longitudinal Norte fueron traspasadas a Ferronor y privatizadas, mientras que la estación fue abandonada. El 6 de septiembre de 1985 fue autorizado el levante de las vías en el tramo entre las estaciones Iquique y Las Carpas, lo que incluyó las vías de Troya.